# Gisle Elinesson (Sparre av Aspnäs)

Sparre av Aspnäs

Gisle Elinesson (Sparre av Aspnäs), i Aspnäs, Östervåla socken, var riddare och riksråd. Han är nämnd 1310–1347, var död 1357. Han var gift med Margareta Bengtsdotter (död före 1335) och var far till Magnus Gislesson (Sparre av Aspnäs) och Märta Gisledotter (Sparre av Aspnäs).
Gisle Elinesson omtalas första gången 1310, blev riddare mellan 1315 och 1317 och satt i hertigarna Eriks och Valdemars änkors råd 1318. 1319 var han en av sju svenskar som avslöt traktaten i Oslo mellan Sverige och Norge. Från 1320 omtalas han uttryckligen som en i riksrådet. Från 1327 var ägare till jord i Östervåla, och 1345 undertecknar han ett brev på Aspnäs. Det har antagits att han ärvde Aspnäs från sin mors släkt.
1334, 1341 och 1344 var Våla härad förpantat till honom.